# Marta Marrero
Marta Marrero Marrero (Arucas, España, 16 de enero de 1983) es una extenista profesional y actual jugadora de pádel profesional. Se retiró del pádel temporalmente a finales del 2022 en Master final de Barcelona para centrarse en su maternidad.  Ha sido número uno del Mundo en dos ocasiones 2016 y 2019 y acumula un total de 26 títulos y 52 finales disputadas. Además ha sido en diferentes ocasiones Campeona de España, de Europa y del Mundo
Actualmente es co-fundadora e inversora junto a su marido Jon Grau y su socio Daniel Osés del grupo de clubs de pádel Aurial Padel by Marta Marrero, que cuenta con 8 centros en Sant Cugat del Vallés, Vic, Cornellá del
Llobregat, Sabadell, Lleida. Terrassa, Reus y Bratislava. En 2023 lanzó Aurial Academy, academia de jugadores profesionales con sede en Barcelona.
Como tenista estuvo 47 del ranking mundial, ganó varios títulos   del circuito profesional WTA, tanto en individual como en dobles.

## Títulos (2; 0+2)

### Clasificación en torneos del Grand Slam
| Torneo          | 2010 | 2009 | 2008 | 2007 | 2006 | 2005 | 2004 | 2003 | 2002 | 2001 | 2000 | Títulos |
| --------------- | ---- | ---- | ---- | ---- | ---- | ---- | ---- | ---- | ---- | ---- | ---- | ------- |
| Australian Open | -    | -    | -    | -    | -    | 1R   | 1R   | 2R   | 2R   | 4R   | 2R   | 0       |
| Roland Garros   |      | -    | -    | -    | -    | 1R   | 2R   | 1R   | 2R   | 3R   | CF   | 0       |
| Wimbledon       |      | -    | -    | -    | -    | 1R   | 1R   | 1R   | 2R   | 2R   | -    | 0       |
| US Open         |      | -    | -    | -    | -    | -    | 1R   | 1R   | 1R   | 1R   | 1R   | 0       |

### Dobles (2)
| Leyenda                    |
| Grand Slam (0)             |
| WTA Tour Championships (0) |
| Tier I (0)                 |
| WTA Tour (2)               |

| N.º | Fecha               | Torneo   | Superficie    | Pareja           | Oponentes en la final                    | Resultado |
| --- | ------------------- | -------- | ------------- | ---------------- | ---------------------------------------- | --------- |
| 1.  | 10 de marzo de 2004 | Sopot    | Tierra batida | Nuria Llagostera | Klaudia Jans Alicja Rosolska             | 6-4 6-3   |
| 2.  | 14 de abril de 2005 | Estambul | Tierra batida | Antonella Serra  | Daniela Klemenschits Sandra Klemenschits | 6-4 6-0   |

### Finalista en dobles (3)
- 2001: Basilea (junto a Joannette Kruger pierden ante María José Martínez y Anabel Medina).
- 2004: Hasselt (junto a Nuria Llagostera pierden ante Jennifer Russell y Mara Santangelo).
- 2005: Budapest (junto a Lourdes Domínguez pierden ante Emilie Loit y Katarina Srebotnik).

## Pádel
Marta Marrero juega desde 2013 en el World Padel Tour junto a Alejandra Salazar. Tras un 2015 a la sombra de Mapi Sánchez Alayeto y Majo Sánchez Alayeto, en 2016 llegaron al primer puesto en el World Padel Tour, tras una segunda parte de la temporada espectacular. En 2017 su compañera Alejandra Salazar sufrió una importante lesión que le impidió seguir disputando el campeonato siendo su pareja Cata Tenorio hasta la reincorporación de Salazar en 2018. En ese periodo, Marrero logró evolucionar su juego al adquirir registros defensivos más sólidos y una mayor vocación ofensiva. En la temporada 2018, Marta Marrero y Alejandra Salazar terminaron como pareja dos del ranking WPT aunque fue la pareja que más títulos conquistó (seis). Pese a ello, decidieron separar sus caminos. En 2019, Marrero compitió junto a la joven jugadora madrileña, Marta Ortega, con la que logró la primera posición en el ranking World Padel Tour a final de temporada, gracias a los siete títulos que lograron en 2019.
Pese a todo, en 2020, Paula Josemaría se convirtió en su nueva pareja deportiva.
En 2017 empezó su aventura empresarial en Sant Cugat del Vallès creando su grupo de clubs de pádel llamado Aurial Padel by Marta Marrero, el primer operador de padel que busca consolidar el sector a nivel nacional e internacional